# ديفيد بيترسن
ديفيد بيترسن (بالإنجليزية: David Petersen)‏ هو فنان قصص مصورة أمريكي، ولد في 4 يوليو 1977 في ميشيغان في الولايات المتحدة.

## وصلات خارجية
- الموقع الرسمي